# Acmaeodera griffithi
Acmaeodera griffithi är en skalbaggsart som beskrevs av Henry Clinton Fall 1899. Acmaeodera griffithi ingår i släktet Acmaeodera och familjen praktbaggar. Inga underarter finns listade i Catalogue of Life.